# Радзанув (Свентокшиське воєводство)
Радзанув (пол. Radzanów) — село в Польщі, у гміні Бусько-Здруй Буського повіту Свентокшиського воєводства.
Населення — 328 осіб (2011).
У 1975-1998 роках село належало до Келецького воєводства.

## Демографія
Демографічна структура на день 31 березня 2011 року:
|          | Загалом | Допрацездатний вік | Працездатний вік | Постпрацездатний вік |
| -------- | ------- | ------------------ | ---------------- | -------------------- |
| Чоловіки | 176     | 33                 | 119              | 24                   |
| Жінки    | 152     | 28                 | 88               | 36                   |
| Разом    | 328     | 61                 | 207              | 60                   |